# دائرة درارية
دائرة الدرارية إحدى دوائر الجزائر التابعة لولاية الجزائر. عاصمتها هي الدرارية و تضم بلديات الدرارية و بابا حسن و دويرة و خرايسية و العاشور.

## مواضيع ذات صلة
- تاريخ ولاية الجزائر
- دوائر ولاية الجزائر
- بلديات ولاية الجزائر